# Avenue de Valois
L'avenue de Valois est une voie du 8e arrondissement de Paris, en France.

## Situation et accès

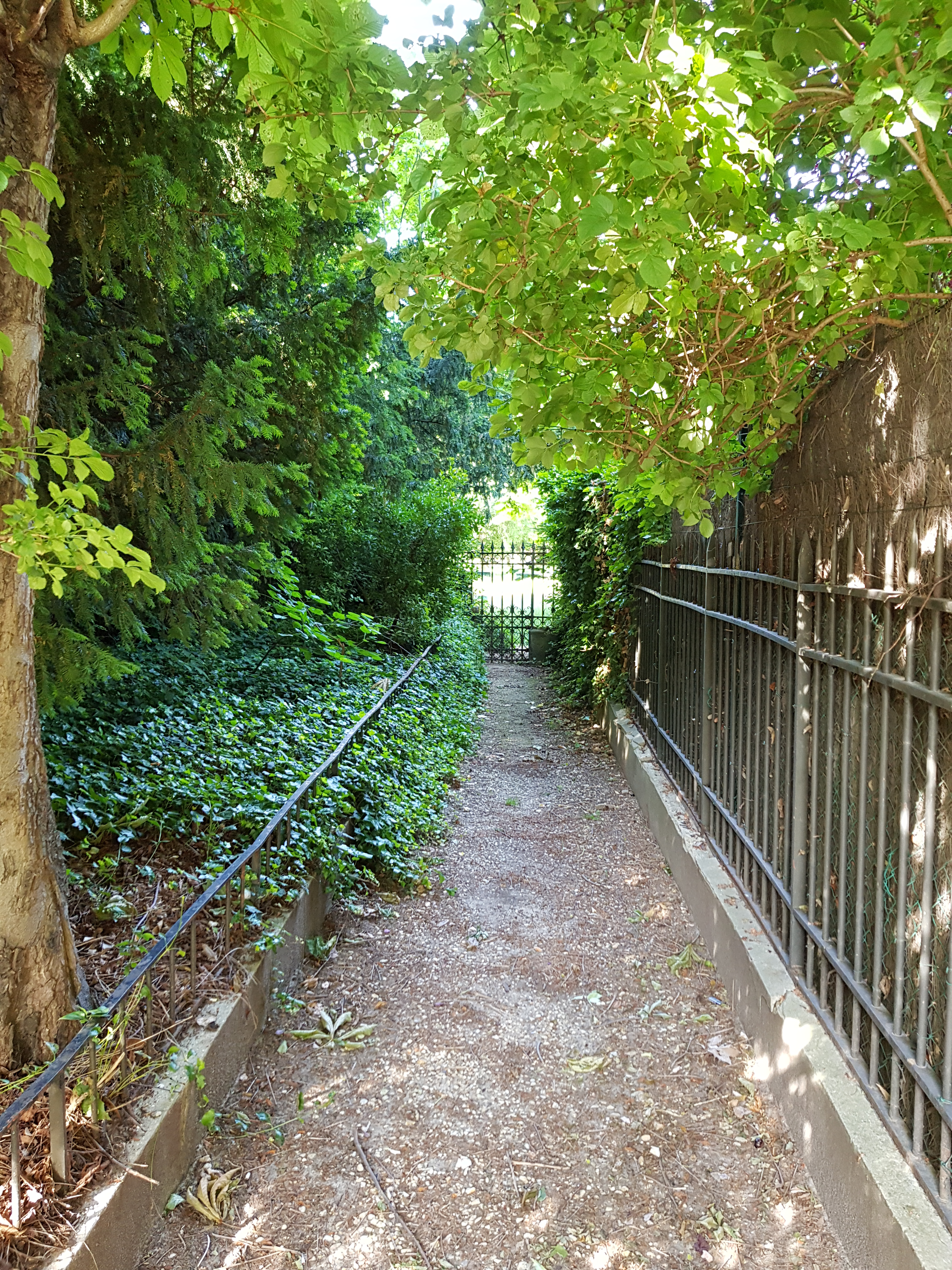
Petite allée au bout de l’avenue de Valois menant au parc Monceau.

L'avenue de Valois est une voie située dans le 8e arrondissement de Paris. Elle débute au 115, boulevard Malesherbes et se termine en impasse.
Le quartier est desservi par la ligne 2 aux stations Monceau et  Villiers et par la ligne 3 à la seule station Villiers.

## Origine du nom

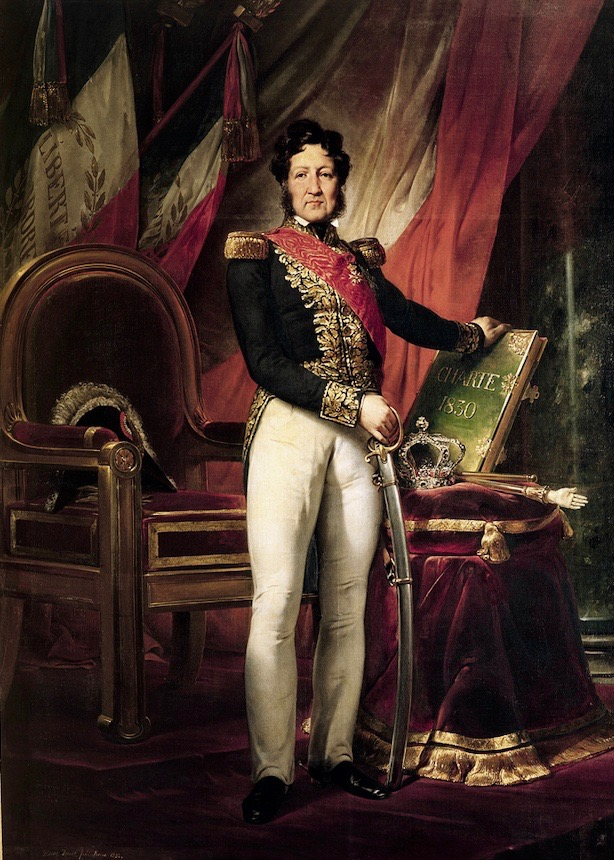
Louis-Philippe Ier, par Horace Vernet.

Elle a été ainsi nommée en l'honneur de Louis-Philippe, duc de Valois (1773-1850), fils aîné de Louis-Philippe duc d'Orléans.

## Historique
Cette avenue située près du parc Monceau a été ouverte près de l'ancienne rue de Valois-du-Roule.